# Belgrads och Karlovcis ärkebiskopsdöme
Belgrads och Karlovcis ärkebiskopsdöme, eller Ärkebiskopsdömet i Belgrad och Karlovci, (serbisk kyrilliska: Архиепископија београдско-карловачка; latinska: Arhiepiskopija beogradsko-karlovačka; kyrkslaviska: Белградско-Карловацкаѧ архїепископїѧ) är ett stift i den Serbisk-ortodoxa kyrkan.

## Historik
År 1931 slogs de dåtida Belgrads ärkestift samman med Srem och Karlovcis stift och blev därmed Belgrads och Karlovcis ärkebiskopsdöme.

## Överhuvud
Stiftets överhuvud är Porfirije, som också är Serbisk-ortodoxa kyrkans nuvarande (2025) patriark.

## Stiftets kyrkor (urval)

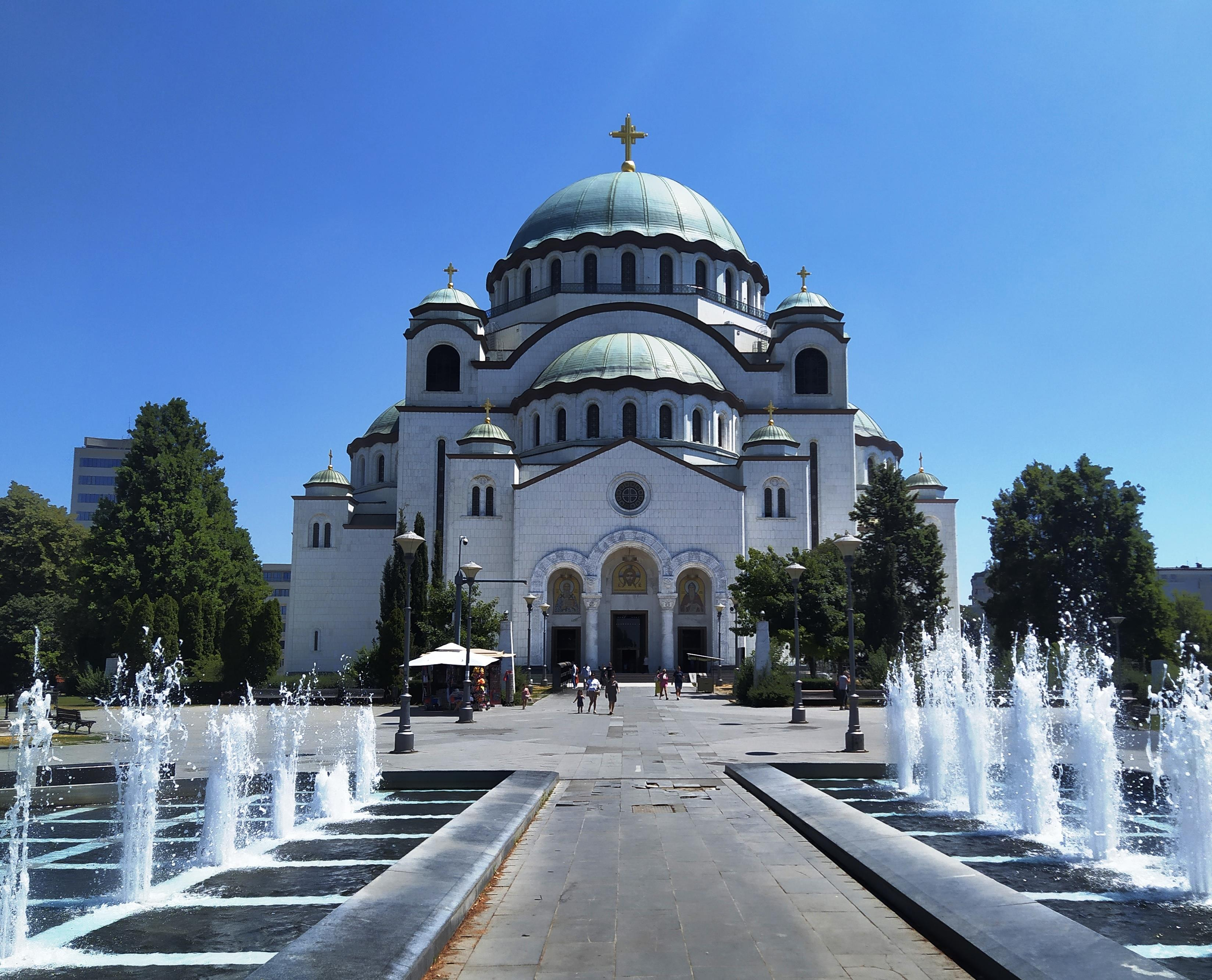
Sankt Savas kyrka i Belgrad.
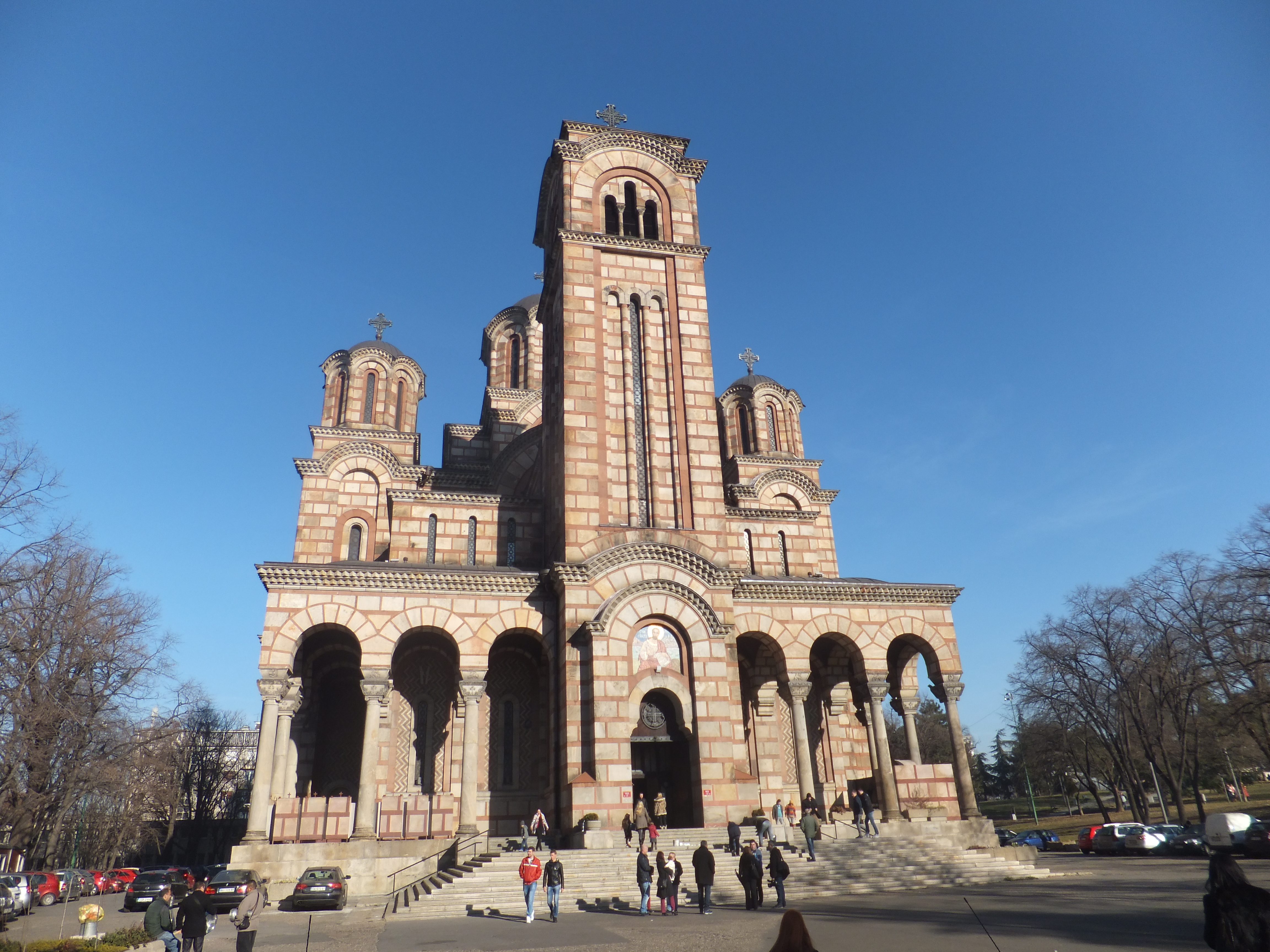
Sankt Markus kyrka i Belgrad.
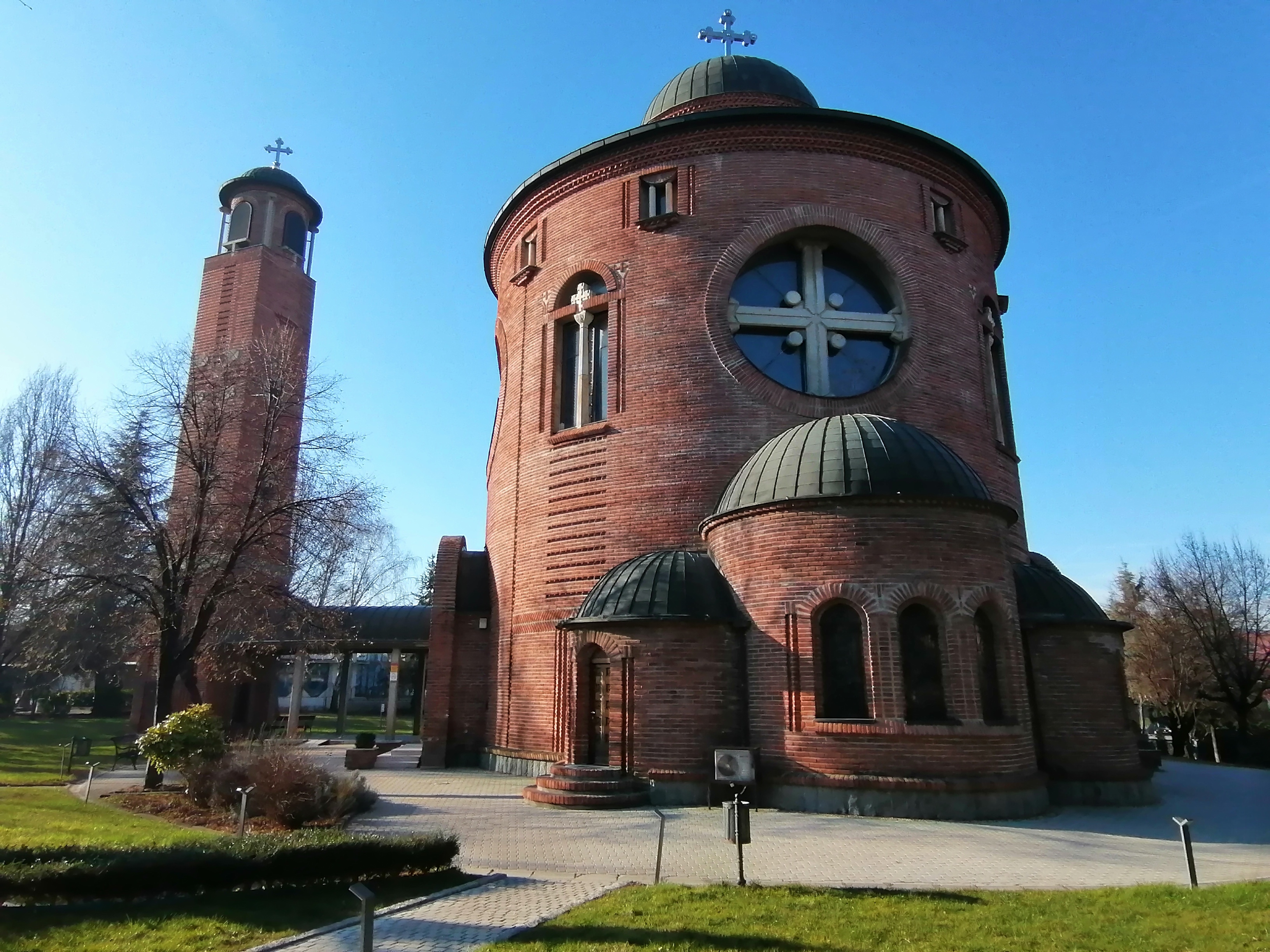
Sankt Basileios av Ostrogs kyrka i Nya Belgrad.
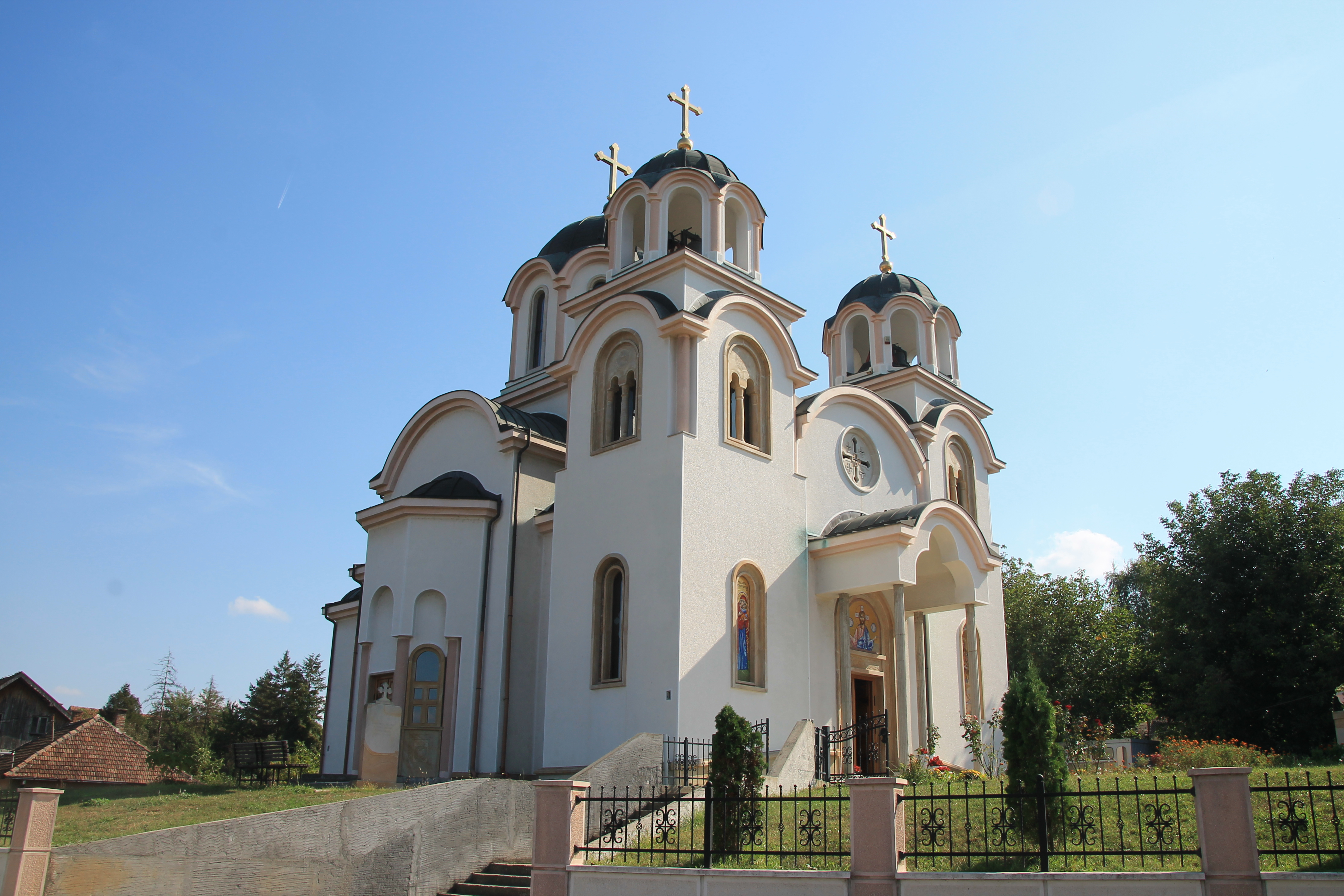
Kristi himmelsfärds kyrka i Boleč.
Helige stora martyren knez Lazars kyrka i Zemun Polje.
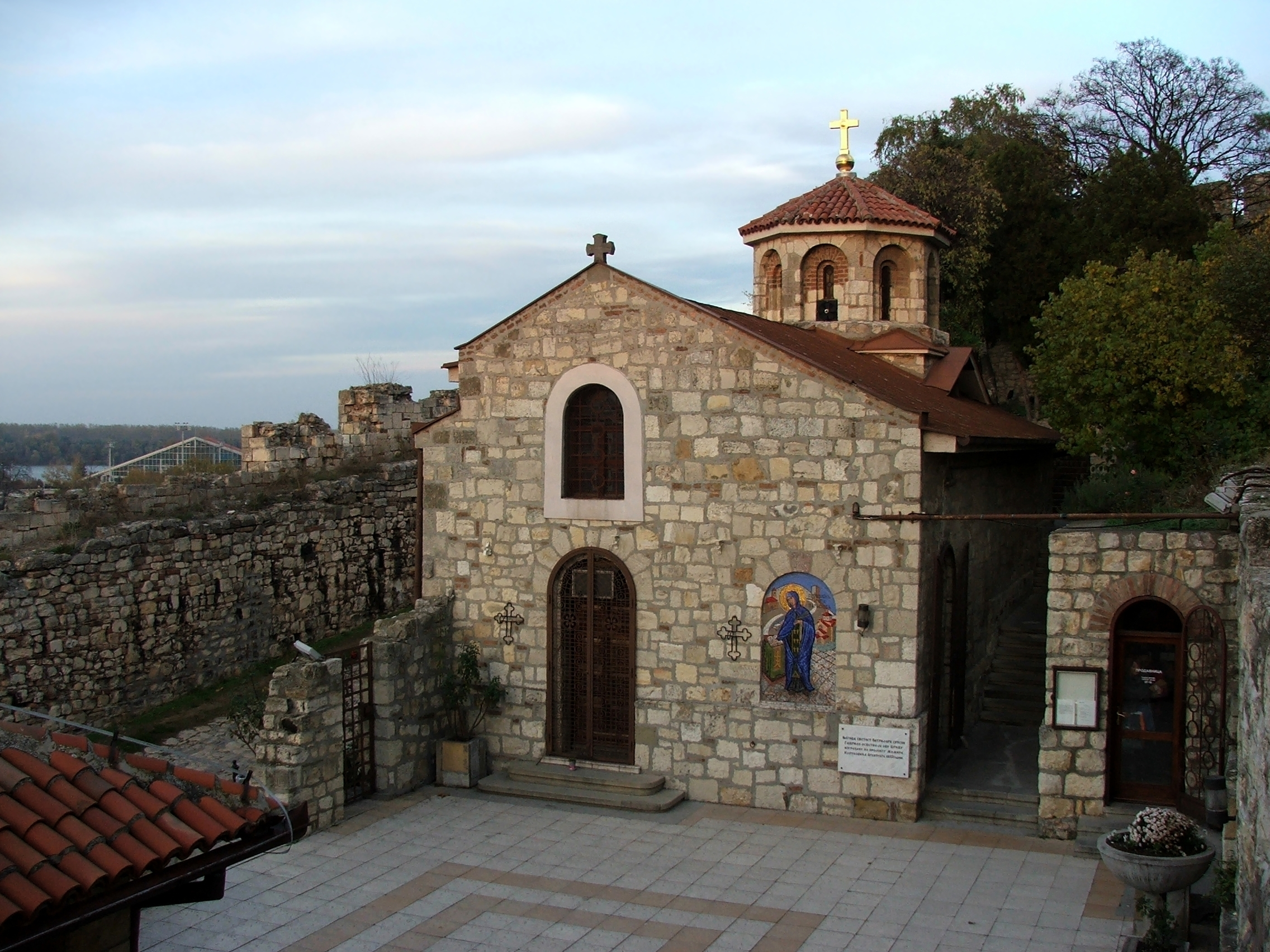
Sankta Petkas kapell i Belgrad.